# Artavasdes II. (Armenien)

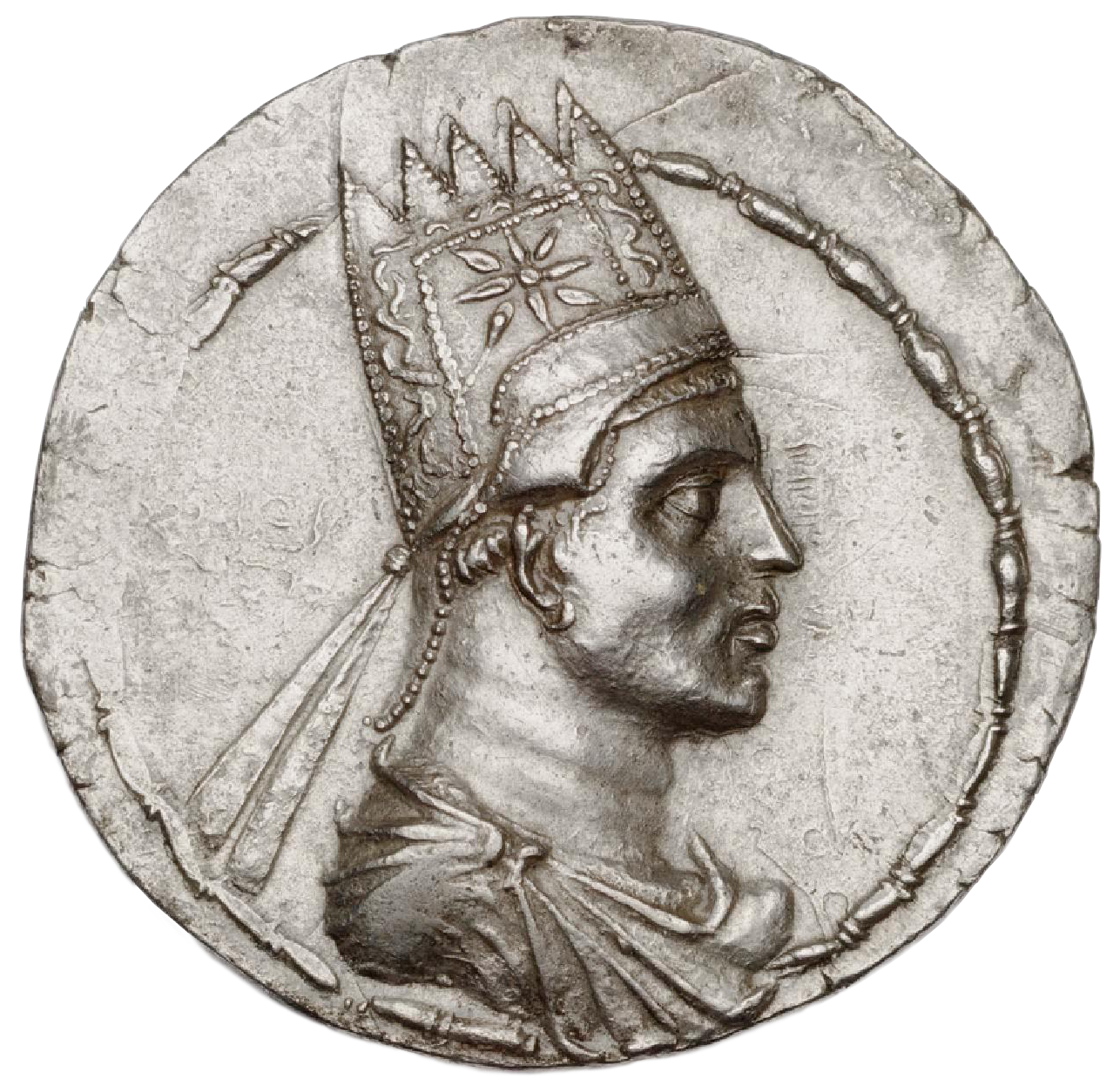
Silberner Tetradrachme mit dem Bild von Artavasdes II.

Artavasdes II. (armenisch Արտավազդ Բ Aratavazd B, auch Artabazes genannt; † 30 v. Chr.) aus der Dynastie der Artaxiden war ein Sohn Tigranes’ II. des Großen und als dessen Nachfolger ab ca. 55 v. Chr. König von Armenien. Im Partherkrieg des römischen Triumvirn Marcus Licinius Crassus (54/53 v. Chr.) bot er diesem Militärhilfe an. Er wurde dann vom Partherkönig Orodes II. bekriegt und schloss schließlich mit ihm Frieden. 36 v. Chr. versprach er dem Triumvirn Marcus Antonius Unterstützung  bei dessen Partherkrieg. Nach der Zerstörung des römischen Belagerungsgeräts erschien indessen Antonius’ Sieg sehr unsicher, und Artavasdes kehrte in sein Reich zurück. Deshalb machte Antonius ihn für das Scheitern seines Feldzugs verantwortlich, nahm in 34 v. Chr. gefangen und besetzte Armenien. Artavasdes wurde in Antonius’ dionysischem Triumph in Alexandria aufgeführt und nach der Niederlage gegen Octavian (den späteren Kaiser Augustus) auf Befehl Kleopatras hingerichtet.

## Leben

### Rolle im Partherkrieg des Marcus Licinius Crassus
Eventuell war Artavasdes ein Sohn des Tigranes II. aus dessen Ehe mit Kleopatra, einer Tochter des bekannten romfeindlichen pontischen Königs Mithridates VI. Als armenischer Herrscher bezeichnete er sich als König der Könige, wie aus seinen Münzen ersichtlich ist.
Nach der Schlacht von Tigranokerta (69 v. Chr.) wurde Artavasdes von seinem Vater Tigranes zum Mitregenten erhoben. Nach dem Tod des Tigranes wurde er Alleinherrscher. Am Beginn des römischen Partherkriegs (54 v. Chr.) erschien er mit 6.000 Reitern im Lager des Triumvirn Marcus Licinius Crassus in Syrien und bot sich ihm als Bündnispartner an. Er versprach, den römischen Feldherrn mit 10.000 gepanzerten Reitern und 30.000 Fußsoldaten, die er auf eigene Kosten bezahlen werde, zu unterstützen. Ferner riet er ihm, von Armenien aus die Offensive gegen die Parther zu beginnen; der Marsch durch Armenien sei nämlich sicher, da die Parther dort wegen der gebirgigen Landschaft nicht ihre kampfstarke Reiterei entfalten könnten. Crassus war mit dem Hilfsangebot des Armenierkönigs zufrieden, verwarf aber dessen Angriffsplan gegen die Parther; stattdessen wollte er von Syrien auf direktem Weg nach Mesopotamien ziehen. Daraufhin ritt Artavasdes in sein Land zurück.
Artavasdes galt dem Partherkönig Orodes II. als wichtiger römischer Bundesgenosse und wurde daher 53 v. Chr. von der parthischen Offensive getroffen. Er schickte Boten zu Crassus nach Mesopotamien, dass er von Orodes mit starken Streitkräften angegriffen werde und daher keine Hilfstruppen senden könne. Stattdessen solle der Triumvir mit seinen Truppen nach Armenien ziehen und gemeinsam mit ihm den Partherkönig bekämpfen. Crassus betrachtete Artavasdes aber als Verräter und drohte mit späterer Vergeltung. Der Armenienkönig schloss letztlich mit Orodes Frieden und vermählte eine seiner Schwestern mit dem parthischen Kronprinzen Pakoros. Inzwischen hatte Crassus in der Schlacht bei Carrhae (Juni 53 v. Chr.) eine entscheidende Niederlage gegen den parthischen Feldherrn Surenas erlitten und war kurz darauf getötet worden. Als Artavasdes und Orodes gerade nach ihrer Versöhnung der Aufführung der Tragödie Die Bakchen von Euripides zusahen, überbrachte der parthische Heerführer Silakes zusammen mit der Nachricht vom Sieg des Murenas auch den abgeschlagenen Kopf des Crassus und legte ihn Orodes zu Füßen.
Durch den Friedensschluss mit den Parthern konnte Artavasdes die Unabhängigkeit Armeniens bewahren, geriet aber in Gegensatz zu den Römern. Die Ehe zwischen seiner Schwester und Pakoros bestand nach Cicero noch 51 v. Chr., als der römische Redner Statthalter von Kilikien war und befürchtete, dass Artavasdes dem Pakoros, der einen Feldzug über den Euphrat unternahm, durch einen Einfall in Kappadokien Hilfe leisten könnte. Der Armenierkönig führte einen solchen Vorstoß nicht durch und scheint sich generell nicht an Kampfhandlungen zwischen Römern und Parthern beteiligt zu haben. Vielmehr versuchte er wohl eine neutrale Haltung zwischen den beiden Großmächten einzunehmen. Vor 51 v. Chr. verlobte er eine seiner Töchter mit Deiotaros Philopator, dem gleichnamigen Sohn des galatischen Tetrarchen Deiotaros.

### Rolle im Partherfeldzug des Marcus Antonius
Über Artavasdes berichten die Quellen erst wieder anlässlich des Partherfeldzugs des Marcus Antonius 36 v. Chr. In Vorbereitung dieser Militärexpedition unterwarf Antonius’ Feldherr Publius Canidius Crassus im Winter 37/36 v. Chr. die nordöstlich von Armenien wohnenden Kaukasus-Völker der Albaner und Iberer. Auch Armenien sollte wieder unter römische Hegemonie gelangen. Antonius’ Biograph Plutarch gibt im Gegensatz zu Cassius Dio und Strabon an, dass Canidius im Rahmen seiner Offensive nicht nur die Kaukasusvölker erfolgreich bekämpft, sondern auch einen Sieg über die Armenier errungen habe. Es ist aber unklar, ob es hierbei wirklich zu Kämpfen gegen Artavasdes kam.  Dieser fand sich jedenfalls zur Unterstützung des Triumvirn bereit, auch deshalb, weil er seinen mit den Parthern verbündeten gleichnamigen Nachbarn, den König von Media Atropatene, hasste.
Am Beginn von Antonius’ Feldzug stellte Artavasdes als wichtiger römischer Verbündeter 6000 gepanzerte armenische Reiter und 7000 Fußsoldaten als Auxiliartruppen zur Verfügung. Antonius wollte die strategischen Fehler des Crassus vermeiden und folgte Artavasdes’ erneut erteiltem Rat, nicht über den Euphrat direkt in östlicher Richtung in Mesopotamien einzudringen, sondern sich bei Erreichen des Flusses zuerst nördlich nach Armenien zu wenden. Nach dem Marsch durch dieses Land sollte er in Media Atropatene einfallen, von wo aus er das Partherreich von Norden her bedrohen konnte. So verband Artavasdes einen strategischen Vorteil für die Römer mit dem eigenen machtpolitischen Kalkül, seinen feindlichen gleichnamigen Nachbarn durch den römischen Einfall zu schwächen und vielleicht sogar dessen Gebiet als Dank für die den Römern geleistete Hilfe seinem Reich einverleiben zu können. Sein in den Quellen betonter großer Einfluss auf die Kriegsvorbereitungen des Antonius scheint aber zu übertrieben dargestellt.
Als Antonius im Sommer 36 v. Chr. mit dem Hauptheer rasch gegen Phraaspa, die Hauptstadt von Media Atropatene, vorstieß, führte sein Legat Oppius Statianus unter dem Schutz von zwei Legionen den Tross mit den Belagerungsmaschinen langsamer hinterher. Er wurde aber von einem parthischen Reiterkontingent angegriffen und mit seiner gesamten Armee niedergemacht, ehe er Antonius erreichen konnte. Artavasdes befand sich anscheinend während der Attacke in der Nähe des Trosses; vielleicht hatte er sogar die Aufgabe, diesen ebenfalls zu verteidigen. Er griff nicht in den Kampf gegen den gefährlichen Gegner ein, sondern floh auf die Kunde von Oppius’ Katastrophe mit seiner starken Reiterarmee in sein Reich zurück.
Antonius gab daher dem Artavasdes die Schuld an seiner bald darauf folgenden Niederlage gegen die Parther. Dies spiegelt sich an manchen Stellen der Werke erhaltener Quellenautoren. Laut Plutarch habe Artavasdes Verrat an Antonius geübt. Der Abzug der ähnlich wie jene der Parther gerüsteten armenischen Reiterei sei der entscheidende Faktor gewesen, dass Antonius’ angebliche wiederholte Siege nicht nachhaltig genug gewesen seien, um die Parther ausreichend zu schwächen. Strabon behauptet, Artavasdes habe das in ihn gesetzte Vertrauen des Triumvirn missbraucht und diesen absichtlich falsch beraten, um die römische Sache zum Scheitern zu bringen. Der Armenierkönig hatte aber vor allem im Interesse seines Reichs gehandelt und sich in dem Augenblick zurückgezogen, als durch die Vernichtung des Belagerungsgeräts der römische Sieg zweifelhaft wurde. Außerdem ist nicht bekannt, ob er sich zu einem direkten Kampf gegen die Parther außerhalb seines Territoriums bereiterklärt hatte.
Da Antonius nach seinem strapaziösen und verlustreichen Rückmarsch aus Media Atropatene den weiteren Rückzug mit seinem stark dezimierten Heer zur Winterzeit durch Armenien bewerkstelligen musste, war er trotz seines Verdrusses über Artavasdes gezwungen, diesen zunächst weiterhin freundlich wie einen Bundesgenossen zu behandeln. Artavasdes empfing den etwa im November 36 v. Chr. in Armenien eintreffenden Triumvirn zuvorkommend und sorgte für die Versorgung von dessen Truppen. Antonius’ Gegner Octavian stand angeblich kurz danach heimlich in Kontakt mit Artavasdes, um Antonius zu schaden.

### Gefangenschaft und Tod
Angesichts der Spannungen mit Octavian musste Antonius das Problem mit den Parthern in den Griff bekommen. Da aber ein Sieg gegen diesen gefährlichen Feind außer Reichweite schien, beschloss Antonius Anfang 34 v. Chr., für stabile Verhältnisse in Armenien zu sorgen, dessen König er die Schuld am gescheiterten Feldzug des Jahres 36 v. Chr. zuschrieb. Diese sicher erreichbare „kleine Lösung“ sollte die Ostfront sichern helfen. Zunächst machte der Triumvir dem Armenierkönig ein Bündnisangebot und sandte seinen Vertrauten Quintus Dellius zu ihm, um die Verlobung seines fünfjährigen Sohnes Alexander Helios mit der Tochter des Artavasdes vorzuschlagen; doch der Armenierkönig zögerte offenbar. Da Antonius sich im Vorjahr mit dem mittlerweile von den Parthern abgefallenen König Artavasdes von Media Atropatene versöhnt und ein Bündnis abgeschlossen hatte, begegnete der Armenierkönig angesichts seiner Feindschaft mit seinem gleichnamigen Nachbarn fortan dem Triumvirn mit großem Misstrauen. Der antike Historiker Cassius Dio behauptet, dass das Verlobungsangebot nur ein Täuschungsmanöver von Antonius zur Ergreifung des Artavasdes war. Werner Huß und andere Forscher zweifeln dementsprechend an der Ernsthaftigkeit dieses Bündnisversuchs des Triumvirn. Dagegen glaubt Christoph Schäfer, dass Antonius die Offerte durchaus ernst meinte und dadurch aus einem unsicheren Partner einen persönlich an sich gebundenen Verbündeten machen wollte, der aufgrund seiner verwandtschaftlichen Bande mit dem Römer nicht mehr so leicht zu den Parthern hätte abfallen können. Cassius Dio habe in seinem Bericht nur die antoniusfeindliche Propaganda Octavians aufgegriffen, denn unter dessen zahlreichen oft unwahren Vorwürfen an die Adresse seines Gegners zwecks Gewinnung der öffentlichen Meinung für den bevorstehenden letzten Bürgerkrieg fand sich laut dem antiken Historiker auch der Tadel, dass Antonius den Armenierkönig getäuscht habe.
Anfang 34 v. Chr. rückte Antonius zunächst ins römische (West-)Armenien bis Nikopolis vor und bestellte Artavasdes dorthin, angeblich um über Maßnahmen gegen die Parther zu beraten. Da sich der Geladene nicht einfand, stieß der römische Feldherr mit seiner Armee nun rasch bis zur Hauptstadt des Artavasdes, Artaxata, vor. Der vorausgesandte Dellius sollte den Armenierkönig überzeugen, sich ins römische Lager zu begeben. Diesem Befehl kam Artavasdes unter dem militärischen und diplomatischen Druck schließlich nach. Der Triumvir ließ den König festnehmen, aber zunächst ehrenvoll behandeln. Er musste eine Weile als Geisel durch sein Königreich reisen, da sich Antonius mit seiner Hilfe die armenischen Schlösser mit großen Schätzen öffnen lassen wollte. Doch die Armenier erhoben den ältesten Sohn des gefangenen Königs, Artaxias, zum neuen Herrscher, der aber nach einer Niederlage zu den Parthern fliehen musste. Artavasdes hingegen wurde in silberne Ketten gelegt.
Dann verlobte Antonius seinen Sohn Alexander Helios zur Vertiefung seines Bündnisses mit König Artavasdes von Media Atropatene mit dessen Tochter Iotape und hatte damit einigermaßen eine Sicherung der Ostfront erreicht. Anschließend wurde der armenische Artavasdes nach Alexandria gebracht und musste mit seiner Frau und seinen Kindern in goldenen Ketten den dionysischen Triumphzug (Dionysoskult) des Antonius begleiten, den seine Geliebte Kleopatra VII. auf einem goldenen Thron erwartete. Doch der Armenierkönig und seine Familie flehten in stolzer Haltung trotz Gewaltandrohung weder um Gnade noch übten sie Proskynese gegenüber Kleopatra. Sie blieben danach drei Jahre bis zu Antonius’ Niederlage gegen Octavian in Gefangenschaft. Kleopatra ließ Artavasdes nach der Schlacht bei Actium (31 v. Chr.) hinrichten und seinen Kopf an den medischen Artavasdes schicken, um sich dessen Hilfe zu sichern. Die noch in Gefangenschaft befindlichen Söhne des getöteten Armenierkönigs fielen Octavian bei dessen Eroberung Ägyptens in die Hände. Octavian lehnte die Forderung des Artaxias, ihm dessen Brüder zuzuschicken, ab und brachte Artavasdes’ Söhne stattdessen nach Rom.
Artavasdes betätigte sich auch als Griechisch schreibender Tragödienautor. Proben seiner Werke gab es noch zu Zeiten Plutarchs. Seine aufgefundenen Münzen mit der Inschrift „König der Könige Artavasdes“ zeigen die armenische Tiara mit umgebundenem Diadem. In der späteren armenischen Legende bei Moses von Choren (Geschichte Armeniens 2,22) lebt er fort.